# Myospila pudica
Myospila pudica är en tvåvingeart som först beskrevs av Stein 1915.  Myospila pudica ingår i släktet Myospila och familjen husflugor. Inga underarter finns listade i Catalogue of Life.